# José Rizal

José Rizal

José Protacio Mercado Rizal y Alonso Realonda (* 19. Juni 1861 in Calamba City auf Luzon; † 30. Dezember 1896 in Manila) war ein philippinischer Schriftsteller, Arzt und Kritiker des Kolonialismus. Auf den Philippinen wird er als Nationalheld (pambansang bayani) verehrt und sein Andenken am 30. Dezember (Rizal Day), dem Jahrestag seiner Hinrichtung durch die spanische Kolonialregierung, offiziell gefeiert.
Er war ein Reformer, der den Philippinen – zumindest für eine Übergangszeit – den Status einer weitgehend unabhängigen spanischen Überseeprovinz verschaffen wollte. Seinen Ruhm in der südostasiatischen Welt verdankt er nicht nur seinen Romanen, sondern auch seinem gewaltlosen, in zahlreichen Essays verkündeten Widerstand gegen die Willkürherrschaft der spanischen Kolonialmacht.

## Herkunft und Jugend

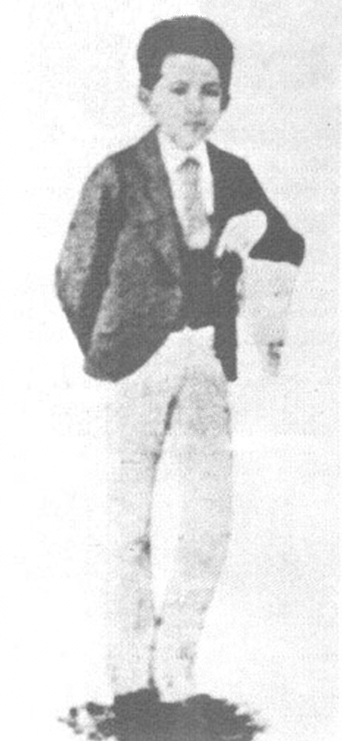
Rizal im Alter von 11 Jahren als Schüler am Ateneo Municipal de Manila

Rizal war das siebte von elf Kindern der Eheleute Francisco Rizal Mercado und Teodora Alonso und wurde in Calamba City in der Provinz Laguna geboren. Rizal stammte aus einer multiethnischen Familie. Deren Gründer war ein Chinese aus Fujian namens Domingo Lam-co, der Ende des 17. Jahrhunderts auf die Philippinen einwanderte, eine Inés de la Rosa heiratete und ein Handelsgeschäft eröffnete. Lam-co musste aufgrund eines Erlasses des Generalgouverneurs einen spanischen Nachnamen wählen und wählte „Mercado“, was „Markt“ besagte und auf seine berufliche Tätigkeit hinwies. Rizals Mutter Teodora war die Tochter der Enkelin Lam-cos (Brígida de Quintos) und eines philippinischen Delegierten in den spanischen Cortes (Lorenzo Alberto Alonso).
José Rizal behielt den Familiennamen Mercado bei, bis er die Schule in Manila besuchte. Als sein zehn Jahre älterer Bruder Paciano aufgrund seiner Verbindungen zu dem wegen angeblicher Anstiftung zum Aufruhr hingerichteten philippinischen Priester José Burgos ins Visier der spanischen Verfolgungsbehörden geriet, empfahl er dem Jüngeren, „Rizal“ (grüner Reisstängel) als Familiennamen zu wählen, um nicht die Aufmerksamkeit der Behörden auf sich zu ziehen.

## Studium und Auslandsaufenthalte
Rizal reiste 1872 nach Manila, um das Ateneo zu besuchen, das er 1877, von Ambrosio Rianzares Bautista unterstützt, mit dem Bakkalaureat abschloss. In seiner Schulzeit beteiligte er sich an literarischen Wettbewerben, schrieb Gedichte, kurze Sketches sowie Prosastücke und wurde mehrfach ausgezeichnet. Er setzte seine Ausbildung am Ateneo fort und schrieb sich gleichzeitig an der Universität Santo Tomás für die Fächer Literatur und Philosophie ein. Als er erfuhr, dass seine Mutter an einer Augenkrankheit litt und ihr die Erblindung drohte, entschloss er sich, Medizin zu studieren, unterbrach aber sein Studium, um 1882 nach Europa aufzubrechen.
Er beendete 1884 sein Medizinstudium an der Universidad Central de Madrid und im Jahr darauf ein Zweitstudium an der Philosophischen Fakultät derselben Universität. Rizal wurde 1884 in den Freimaurerbund aufgenommen, seine Loge war die Acacia-Loge Nr. 9 in Madrid. Nach Studienabschluss spezialisierte er sich in der Pariser Augenklinik des damals berühmten Ophthalmologen Louis de Wecker und ging von dort nach Heidelberg, wo er im Jahr 1886 seine Fachausbildung an der Universitätsaugenklinik des Ophthalmologen Otto Becker fortsetzte. In Wilhelmsfeld bei Heidelberg wohnte er einige Wochen bei der Familie des Pastors Karl Ullmer, der ihn ermunterte, Schillers Freiheitsdrama Wilhelm Tell in seine Muttersprache – das Tagalog – zu übersetzen. In Wilhelmsfeld wurde Rizal später ein Denkmal errichtet, während Heidelberg mit verschiedenen Erinnerungszeichen und einem Straßennamen seines Aufenthalts gedenkt.
Rizal unternahm von Spanien aus zahlreiche Reisen nach Deutschland, Belgien, England, Frankreich, Italien, Schweiz, Österreich-Ungarn, später auch nach Japan und durch die USA. Befreundet war er mit einem der besten Kenner der Philippinen, mit Ferdinand Blumentritt im böhmischen Leitmeritz (Litoměřice), wo ebenfalls ein Denkmal an seinen Besuch erinnert. Bei einem längeren Aufenthalt in London arbeitete er in der Bibliothek des Britischen Museums und wurde besonders von seinem Gastgeber, dem Oberbibliothekar der India Office Library Reinhold Rost, unterstützt, der sich u. a. beim spanischen Königshaus für seinen philippinischen Freund einsetzte. 1887 wurde Rizal Mitglied der Berliner Anthropologischen Gesellschaft, im Mai desselben Jahres wurde er in Wien von Johann Nordmann in  den Presseclub Concordia eingeführt.

„Seit wenigen Tagen befinden sich zwei Malaien, Dr. Don José Rizal und Don Maximo Viola, von den Philippinischen Inseln in Wien; Dr. Rizal spricht Deutsch, hat fünfzehn Monate in Heidelberg, Leipzig und Berlin zugebracht und ist in letzterer Stadt auf Vorschlag Virchow's unter die Mitglieder der Anthropologischen Gesellschaft aufgenommen worden. Er gilt als der beste Dichter seines Volkes, dem er auch durch eine Uebersetzung in das Tagalische (seine Muttersprache) Schiller's ‚Wilhelm Tell‘ und Fragmente aus Goethe zugänglich gemacht hat. Erst jüngst veröffentlichte er ‚Noli me tangere‘, eine tagalische Novelle.“

## Werke

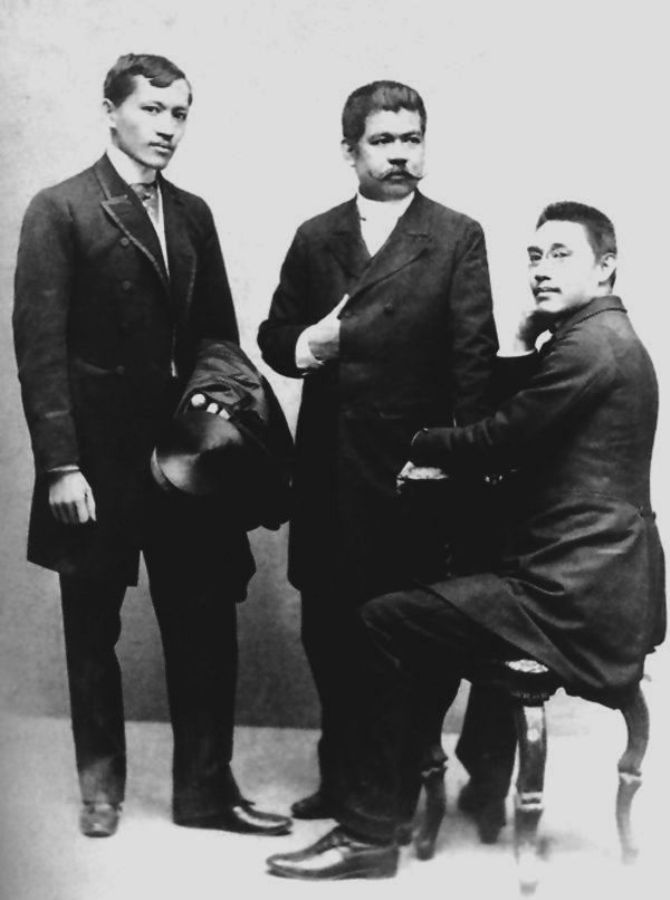
José Rizal (links), Marcelo H. del Pilar (Mitte), Mariano Ponce (rechts)

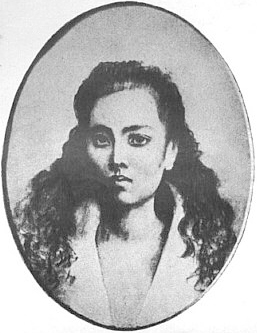
Bleistiftzeichnung von Rizal, Leonor Rivera-Kipping darstellend. Sie war das Vorbild der Romanfigur María Clara aus dem Roman Noli me tangere.

Rizals Bücher, vor allem sein berühmtestes Werk Noli me tangere (Rühre mich nicht an), das 1887 in Berlin gedruckt und veröffentlicht wurde, übten Kritik an der Willkür des Kolonialregimes und am rechtlosen Machtmissbrauch der spanischen Priester und Mönche. In Noli me tángere werden Korruption, Landraub und der sexuelle Missbrauch einheimischer Frauen durch spanische Mönche dargestellt bzw. angedeutet. In seinem zweiten und dramatischeren Werk El Filibusterismo (Die Rebellion), das auf dem ersten aufbaut und 1891 in Gent (Belgien) gedruckt wurde, geht es um die Vorbereitung eines gewaltsamen Umsturzes und dessen Scheitern, aber auch um die alltägliche Unterdrückung durch die Guardia Civil und nicht zuletzt um das folgenlose Aufbegehren der Studenten gegen die in den klerikalen Schulen und Universitäten geläufige Abrichtungspädagogik. Bildung und Wissen der Einheimischen galten den Mönchsorden, die das Bildungssystem monopolisierten, als Gefahr. Rizals Werke wurden sofort nach Erscheinen auf den Index gesetzt und ihr Besitz unter Strafe gestellt. In der Zueignung seines Romans El Filibusterismo hatte Rizal zudem auch den Mitgliedern der unschuldig hingerichteten GOMBURZA-Gruppe ein literarisches Denkmal gesetzt, was ihm von seinen Gegnern als indirekter Revolutionsaufruf zur Last gelegt wurde.
Während seines Aufenthalts in London (1888) widmete Rizal sich der kritischen Kommentierung der im Jahre 1609 erschienenen Chronik Sucesos de las Islas Filipinas (Geschichte der philippinischen Inseln) des spanischen Juristen Antonio de Morga. Die kommentierte Ausgabe erschien mit einem Vorwort Ferdinand Blumentritts 1890 im Pariser Verlag Librería de Garnier Hermanos.
Rizal war ein führendes Mitglied der Propaganda-Bewegung philippinischer Studenten in Europa und schrieb für deren Zeitung La Solidaridad politische Artikel. Unter anderem forderte er, dass die Philippinen zur spanischen Provinz werden, eine philippinische Vertretung im spanischen Parlament (Cortes), den Ersatz spanischer Priester auf den Philippinen durch Einheimische, Rede- und Versammlungsfreiheit sowie Gleichheit vor dem Gesetz für alle Bewohner des Archipels.
Rizals Romane Noli me tangere und El Filibusterismo wurden in zahlreiche Sprachen übersetzt und Anfang der 1950er Jahre per Gesetz zur verpflichtenden Lektüre in allen Schulen und Hochschulen der Philippinen.

## Verfolgung und Hinrichtung

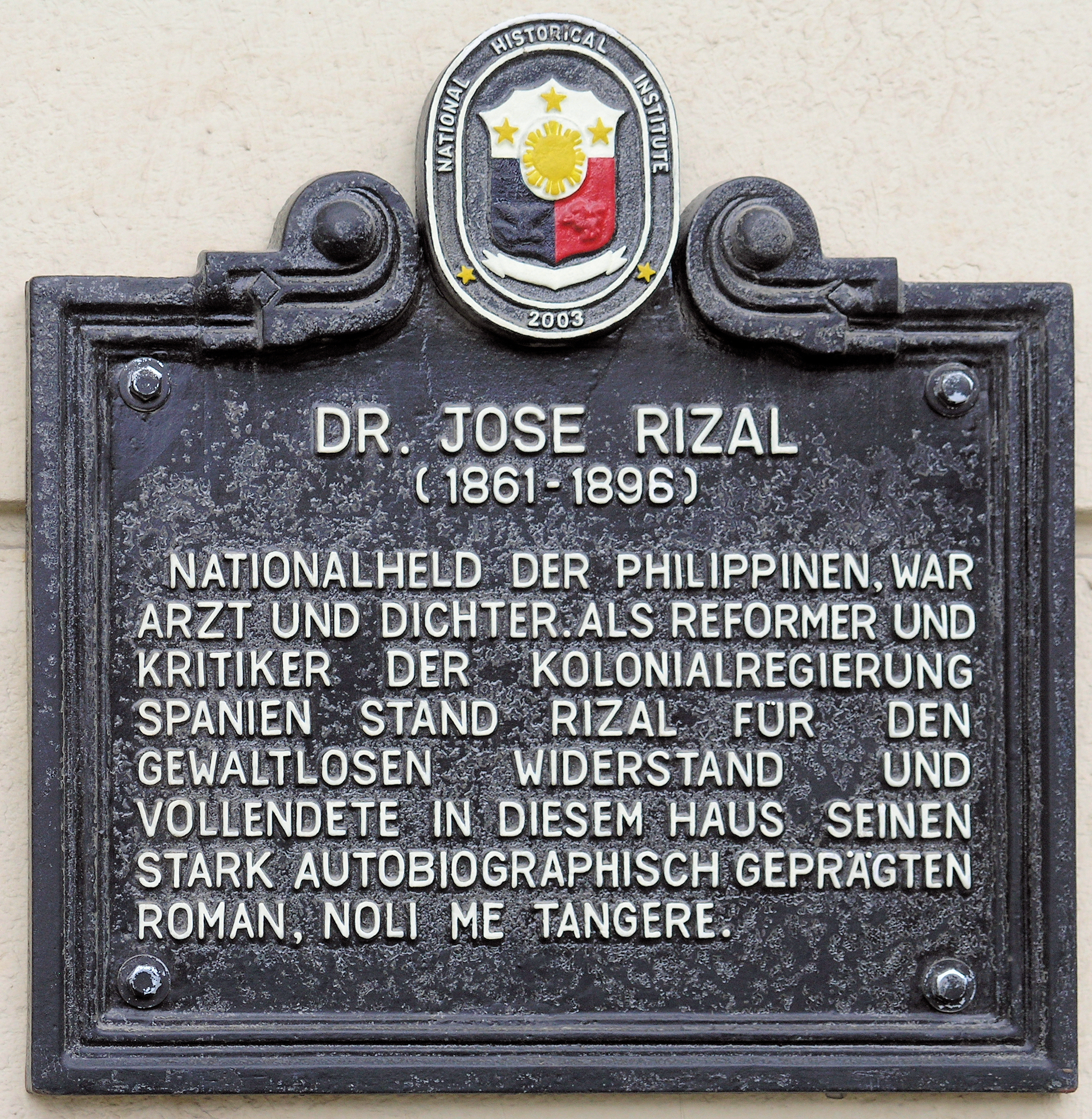
Gedenktafel am Haus Jägerstraße 71 in Berlin-Mitte

1892 kehrte Rizal aus Europa auf die Philippinen zurück und gründete dort im selben Jahr mit örtlichen Mitstreitern einen La Liga Filipina genannten reformistischen Geheimbund, der jedoch sofort vom spanischen Generalgouverneur verboten wurde.
Wegen seiner politischen Romane, seiner in zahlreichen Essays publizierten Kritik an der Willkür der spanischen Kolonialherren und wegen seiner auf gerechte Landverteilung und Parlamentsvertretung zielenden Reformpläne wurde Rizal von den spanischen Exekutivgewalten für vier Jahre in die Verbannung nach Dapitan in der Provinz Zamboanga del Norte (auf Mindanao) geschickt. Dort baute er eine Schule und ein Krankenhaus, konstruierte ein Wasserversorgungssystem für die Bauern und arbeitete als Augenarzt, während die überwachende Behörde ihm gestattete, seinen wissenschaftlichen Briefverkehr mit den europäischen Freunden fortzusetzen. Im Sommer 1896 erlaubte ihm das Regime sogar die Verlegung auf die Insel Kuba, wo er als Militärarzt in spanischen Diensten tätig werden sollte. Noch während er, vom Militär bewacht, im Hafen von Manila auf die Schiffspassage wartete, startete der Geheimbund Katipunan in der Provinz Cavite die ersten Aktionen der Philippinischen Revolution. Zwar kam Rizal mit dem Schiff in Barcelona an, wurde aber postwendend mit einem Truppentransporter wieder nach Manila zurückgebracht und vor ein Kriegsgericht gestellt. Und in der Verbannung hatte er seine spätere Lebensgefährtin, die Irin Josephine Bracken kennengelernt. Es gehört zu den zahlreichen Falschmeldungen über Rizal, er habe sich zu diesem Zeitpunkt stattdessen mit der Tochter des damaligen deutschen Generalkonsuls in Manila, Friedrich August Taufers, verlobt. Die spanischen Kolonialherren wollten ein Exempel statuieren und verurteilten Rizal, der ausdrücklich jede Gewaltanwendung ablehnte, wegen Anstiftung zur Rebellion zum Tod durch Erschießen. Generalkonsul Taufers und andere einflussreiche Persönlichkeiten intervenierten zugunsten Rizals beim Militärgouverneur, jedoch ohne Erfolg.
Am 29. Dezember 1896, dem Vorabend seiner Hinrichtung, schrieb er in einem Brief an seinen langjährigen Freund Ferdinand Blumentritt: Mein lieber Bruder: Wenn du diesen Brief erhalten hast, bin ich schon todt. Morgen um 7 Uhr werde ich erschossen werden, ich bin aber unschuldig des Verbrechens der Rebellion. Ich sterbe gewissensruhig. Am selben Tag hatte er auf der Bestätigung seines Todesurteils die ethnische Bezeichnung „mestizo chino“ (chinesischer Mischling) herausgestrichen und durch „indio“ (Einheimischer) ersetzt und sich damit zum Volk bekannt. In der Nacht vor seiner Hinrichtung schrieb er außerdem das Gedicht „Mi último adiós“ (Mein letztes Lebewohl), das er heimlich seiner Schwester übergab. Das Gedicht wurde den philippinischen Revolutionären der damaligen Zeit zur Inspiration, wurde aber auch Jahrzehnte später von indonesischen Revolutionären vor entscheidenden Schlachten rezitiert.
Am 30. Dezember 1896 wurde Rizal vor den Toren Manilas, an der Stelle des heutigen Rizal-Parks, hingerichtet.

## Denkmäler

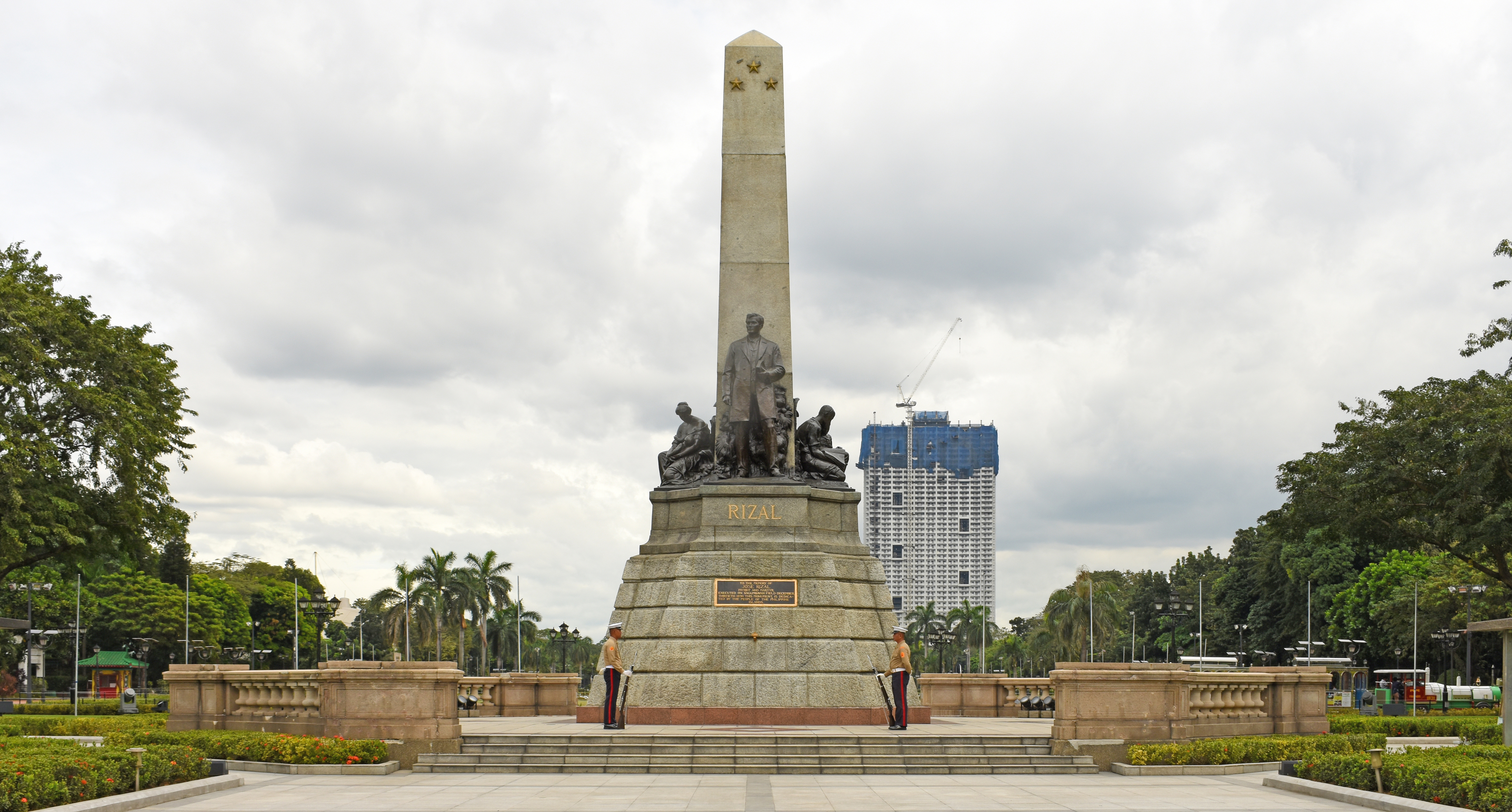
Denkmal im Rizal-Park in Manila

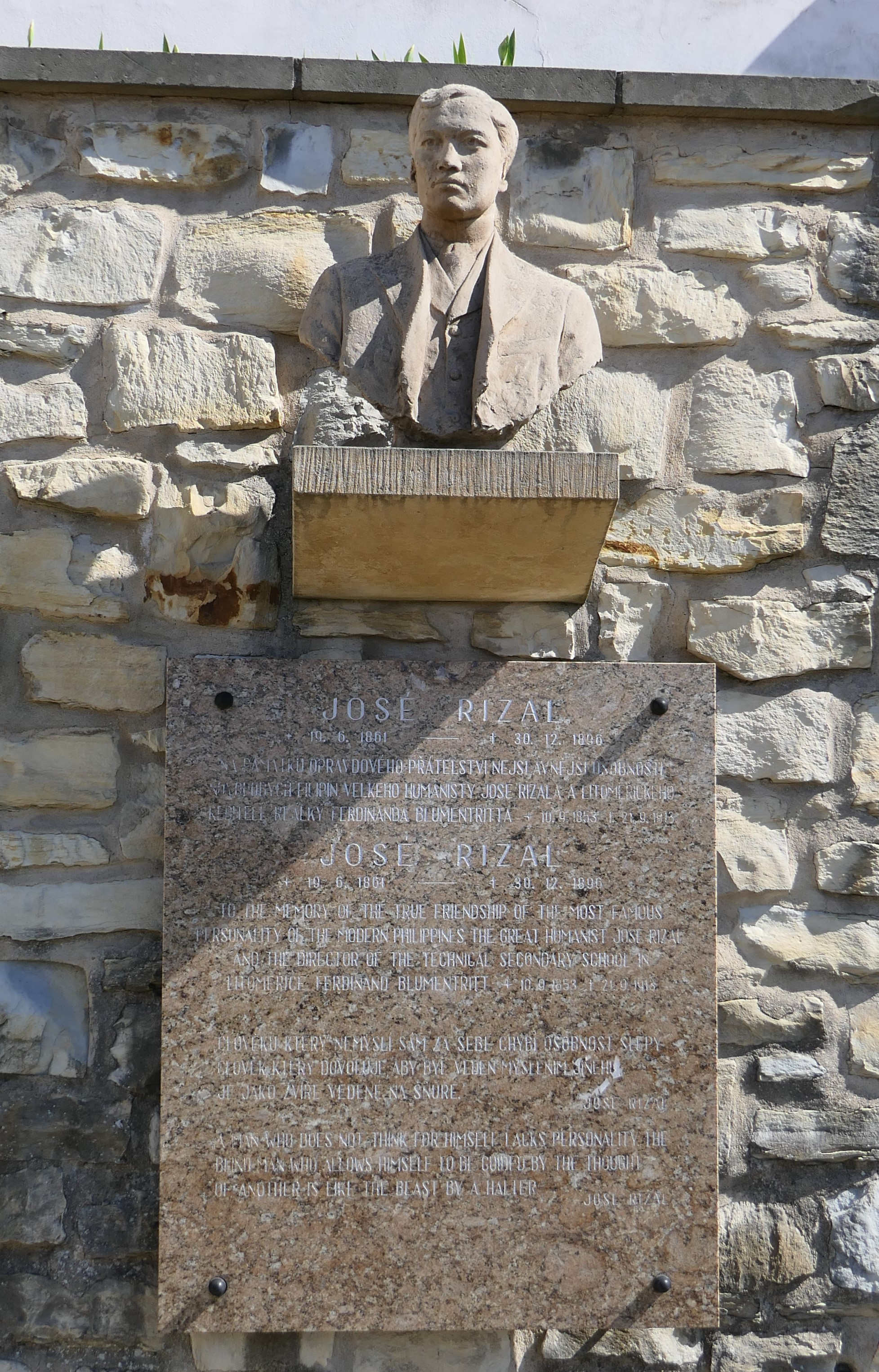
Denkmal für José Rizal in Litoměřice

Im Rizal-Park von Manila steht an dem Ort, wo er erschossen wurde, ein von dem Schweizer Richard Kissling geschaffenes Denkmal mit der Aufschrift: I want to show to those who deprive people the right to love of country, that we indeed know how to sacrifice ourselves for our duties and convictions; death does not matter if one dies for those one loves – for his country and for others dear to him. („All jenen, die dem Volk das Recht auf Heimatliebe versagen, möchte ich beweisen, dass wir sehr wohl bereit sind, für unsere Pflichten und Überzeugungen zu sterben. Was bedeutet schon der Tod, wenn man für die stirbt, die man liebt – für sein Land und für diejenigen, die einem am Herzen liegen.“)
Die Festung Fuerte de Santiago im Stadtbezirk Intramuros von Manila, ein Bau aus der spanischen Kolonialzeit, in der Rizal vor seiner Hinrichtung eingekerkert war, beherbergt heute ein Museum, in dem Ausstellungsstücke von und über Rizal zu sehen sind, zum Beispiel der Text des Gedichtes „Mi último adiós“ in mehreren Sprachen, auch auf Deutsch, und ein Schrein zu Ehren Rizals. Auch der Kerker ist noch vorhanden und kann besichtigt werden.
In Dapitan City wurde am 23. April 2000 die Jose Rizal Memorial Protected Landscape eingerichtet; sie zeigt u. a. Repliken der seinerzeit von Rizal entworfenen Gebäude.
Der 30. Dezember ist als Rizal Day ein nationaler Feiertag auf den Philippinen. 1972 prägten die Philippinen zu Rizals Gedenken eine 1-Piso-Münze.
Zwei Universitäten tragen den Namen von José Rizal, es sind die José Rizal University in Mandaluyong City und die José Rizal Memorial State University in Dapitan City. Auch die Deutsche Schule Manila trug lange Zeit seinen Namen.
Eine Statue Rizals und die Bronze-Porträts für ihn wichtiger Zeitgenossen stehen im 1978 eingeweihten Rizal-Park in Wilhelmsfeld, Baden-Württemberg. Ein Uferabschnitt des Neckars in Heidelberg ist nach Rizal benannt. 2014 wurde dort ein Gedenkstein enthüllt.

## Rezeption
- 2016: Hele Sa Hiwagang Hapis (Film)
- 2025: Oculus https://www.hdkv.de/de/ausstellungen/oculus (Ausstellung HDKV 16.3.2025 bis 18.5.2025)

## Schriften
- Noli me tángere. Novela Tagala. Berlin: Berliner Buchdruckerei-Actien-Gesellschaft, 1887.
  - Noli me tangere. Roman. Aus dem philippinischen Spanisch von Annemarie del Cueto-Mörth,  Insel Verlag, Frankfurt am Main, 1987, ISBN 3-458-14585-0.
- El Filibusterismo. Novela Filipina. Gent: Boekdrukkerij F. Meyer-van Loo, 1891.
  - Die Rebellion. Roman. Aus dem philippinischen Spanisch übersetzt von Gerhard Walter Frey. MORIO Verlag, Heidelberg 2016, ISBN 978-3-945424-29-2.
- Sucesos de las islas Filipinas por el Doctor Antonio de Morga, obra publicada en Méjico el año de 1609, nuevamente sacada á luz y anotada por José Rizal y precedida de un prólogo del Prof. Fernando Blumentritt. Paris: Librería de Garnier Hermanos, 1890.
- Epistolario Rizalino, 5 Bde. Manila: Documentos de la Biblioteca Nacional de Filipinas, 1930 – 1938.
- Escritos políticos e historícos por José Rizal, Bd. VII. Manila: Comisión Nacional del Centenario de José Rizal, 1961. [Englische Übers.:] Political and Historical Writings. Manila: National Historical Institute, 2000.